# Гібібіт
Гібібіт — кратне число біт, одиниця вимірювання двійкової інформації при передачі цифрових даних або збереженні, що має множник із стандартним префіксом гібі (символ Гі), двійковий префікс, що означає помноження на 230. Одиниця вимірювання гібібіт позначається як Гібіт.
1 гібібіт = 230 біт = 1073741824біт = 1,024 мебібіт
Гібібіт тісно пов’язаний із поняттям гігабіт, відповідна одиниця з використанням метричного префіксу гіга, яка дорівнює 109 біт.